# 鎖鏈

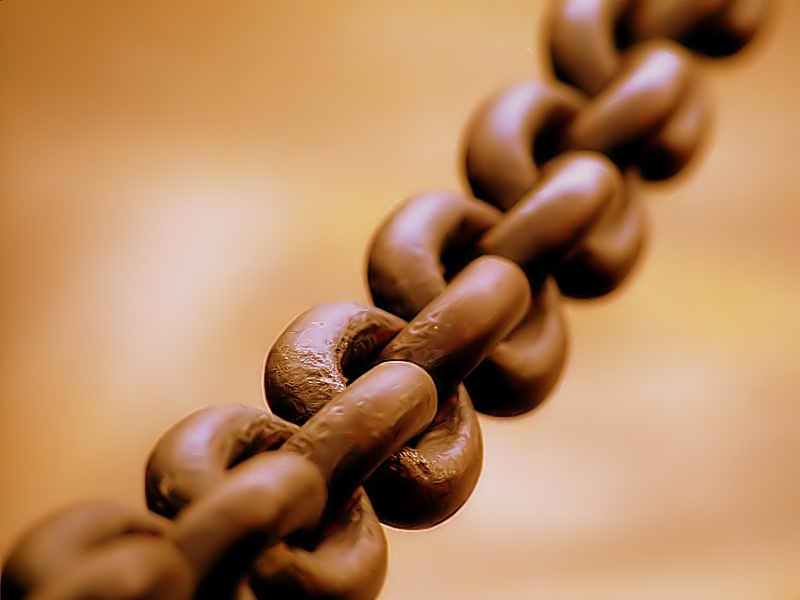
金屬製的鎖鏈

鎖鏈，公元前225年的發明，是由連接件組成的串聯組件，這些鏈節通常由金屬製成，其總體特性與繩索相似，具有柔韌性和彎曲性，但同時亦具備剛性和承重能力，可以用於拖拉重物如船錨或配以掛鎖將物件上鎖。

## 外部連結
- National Association of Chain Manufacturers （页面存档备份，存于）, NACM WELDED STEEL CHAIN SPECIFICATIONS
- Chain Spec Basics （页面存档备份，存于）, Grades and Links Explained

- .  5 (第11版). London. 1911.